# Madecassia
Madecassia Kerremans, 1903 è un genere di coleotteri della famiglia Buprestidae.

## Distribuzione
Le specie di questo genere sono endemiche del Madagascar.

## Tassonomia
Il genere include le seguenti specie:
- Madecassia fairmairei (Obenberger, 1958)
- Madecassia ophthalmica (Fairmaire, 1904)
- Madecassia rothschildi (Gahan, 1893)